# 医薬品情報
医薬品情報（いやくひんじょうほう）とは、医薬品の開発や製造に必要となる情報及び医薬品の的確かつ適正な使用に関する情報の総称。

## 分類
医薬品情報源は一次資料、二次資料、三次資料に分けられる。

### 一次資料
医薬品情報源における一次資料（Primary source）とは、原著論文に代表されるものでオリジナリティのある研究論文や調査、学会要旨集、特許公報などをいう。

### 二次資料
医薬品情報源における二次資料（Secondary source）とは、論文等の一次資料を検索が容易になるよう再編成したものをいう。代表的なものに索引誌、目次速報誌、抄録誌がある。

### 三次資料
医薬品情報源における三次資料（Tertiary source）とは、一次資料を情報源として特定のテーマについてまとめたものをいう。代表的なものに教科書、医薬品集、製薬会社の添付文書、インタビューフォームがある。